# Else Fröhlich
Else Fröhlich (eigentlich Else Deinet; * 13. Oktober 1890 in Hamburg; † 17. März 1986 ebenda) war eine deutsche Kinderbuchautorin. Im Hauptberuf war sie Lehrerin.
Ihre Eltern waren der Kaufmann Friedrich Carl Ludwig Deinet und Alwine Deinet (geb. Werckenthien). Ihre jüngere Schwester Margarete Deinet (1893–1995) wurde später unter dem Namen Margarete Haller eine erfolgreiche Kinder- und Jugendbuchautorin. 
Else Fröhlich starb 1986 im Alter von 95 Jahren in ihrer Geburtsstadt Hamburg.

## Veröffentlichungen
- „Drei Mädel wollen auf Reisen gehen“, mit Illustrationen von Lotte Oldenburg-Wittig, Enßlin & Laiblins Reutlingen, 1934
- „Gerda faßt einen Dieb“, mit Illustrationen von Lotte Oldenburg-Wittig, Verlag Enßlin & Laiblin Reutlingen, 1934 oder 1935
- „Vier Kinder und ein Hund“, mit Illustrationen von Ilse Wende-Lungershausen, A. Weichert Verlag Berlin 1935
- „Zwei Mädel schließen Freundschaft“ mit Illustrationen von Lotte Oldenburg-Wittig, Verlag Enßlin & Laiblin Reutlingen 1935
- „Lore. Eine Erzählung für Mädchen“, mit Illustrationen von Lotte Oldenburg-Wittig, A. Weichert Verlag Berlin 1936, 1949
- „Marlies und ihr Hund“, Verlag A. Anton & Co Leipzig 1937
- „Kathis Freundschaft“, mit Illustrationen von Lotte Oldenburg-Wittig, Hanns-Jörg Fischer Verlag Berlin und Leipzig 1938

Einige Bücher erschienen mit unverändertem Cover nach 1945 im österreichischen Verlag Jugend und Volk, Hildesheim 1949, 1950.